# Лавринец, Павел Михайлович
Павел Михайлович Лавринец (род. 4 декабря 1955, Эйшишкес) — литовский филолог-русист.

## Биография
Учился в вильнюсской 8-й средней  школе (в настоящее время — школа «Науямесчё») . В 1974—1976 годах служил в Советской армии. В 1985 году окончил кафедру русской филологии Вильнюсского университета. В Московском государственном университете защитил докторскую диссертацию.

## Научная деятельность

### Кафедра русской филологии Вильнюсского университета
В 2013 году возглавил кафедру русской филологии Вильнюсского университета.

### Балтийский архив
С 1999 года Лавринец является членом редколлегии международного издания по русской культуре балтийских стран «Балтийский архив» и главным редактором интернет-версии «Балтийского архива».

## Общественная деятельность
В 1994—2003 годах входил в состав Совета национальных общин при Департаменте национальных меньшинств и эмиграции, в 1997—2000 гг. был председателем Совета.

### Русский культурный центр
Директор Русского культурного центра (РКЦ) с 1992 по 1999 г.

## Литературное творчество
В 1991 г. под псевдонимом Александр Велецкий (совместно с Владимиром Коробовым) была издана «Книга перемен» (Вильнюс).
В 1999 г принял участие в реконструкции героического индоевропейского эпоса народа ятвягов и галиндов Мананас Архивная копия от 4 апреля 2016 на Wayback Machine.

## Награды
- Медаль ордена «За заслуги перед Литвой» (14 февраля 2023 года)[1]

## Публикации

### Книги
- Павел Лавринец. Русская литература Литвы. XIX — первая половина XX века. Учебно-методическое пособие. Рец. и ред. П. Ивинский. Vilnius: Vilniaus universitetas, sp. Petro ofsetas, 1999. 191 с. ISBN 9986-824-39-7.
- Павел Лавринец. Евгений Шкляр: жизненный путь скитальца. Монография. Vilnius: Vilniaus universiteto leidykla, 2008. 390 с. ISBN 978-995-33-181-0.
- Opus # 4~5: Нобелевская лекция. Чтение. Сборник статей = Nobelio premija. Skaitymas. Сост. Г. Михайлова, П. Лавринец, Н. Боткина. Вильнюс: Издательство Вильнюсского университета = Vilniaus universiteto leidykla, 2009 (Mokslo darbai. Literatūra = Научные труды: Литература, t. 51 (5)). 236 с. ISSN 0258-0802.
- Балтийский архив: Русская культура в Прибалтике. Т. IX. Редакционная коллегия: Ирина Белобровцева, Юрий Абызов, Павел Лавринец. Составитель и редактор: Павел Лавринец. Вильнюс: Русские творческие ресурсы Балтии, Издательство Вильнюсского университета, 2005. ISBN 9986-19-803-8. 480 с.

### Учебники
- Русская литература в Литве: XIV—XX вв. Хрестоматия / Составители П. Ивинский, Б. Масионене, Б. Мержвинскайте, Р. Сидеравичюс, П. Лавринец; отв. ред. П. Лавринец. Vilnius: Lietuvos rašytojų sąjungos leidykla, 1998. 592 с.
- Русская литература Литвы (XIX — первая половина XX века): Учебно-методическое пособие. Вильнюс: «Petro ofsetas», 1999.

### Статьи
- Pavel Lavrinec. Rola Uniwersytetu Stefana Batorego w przekazaniu podania o wileńskim bazyliszku. Kalbų ir literatūrų funkcionavimas Lietuvoje. Lietuvių-lenkų moksliniai ir kultūriniai ryšiai: kolektyvinė monografija. Sudarė ir redagavo Miroslav Davlevič, Irena Fedorovič, Algis Kalėda = Funkcjonowanie języków i literatur na Litwie. Litewsko-polskie związki naukowe i kulturowe: monografija zbiorowa. Pod redakciją Mirosława Dawlewicza, Ireny Fedorowicz, Algisa Kalėdy. Vilnius: Vilniaus universiteto leidykla, 2014. ISBN 978-609-459-347-5. S. 66-75.
- П. М. Лавринец. Присвоение Вильнюса в русской литературе. Уральский исторический вестник. 2014. № 3 (44). ISSN 1728-9718. С. 63-69.
- Павел Лавринец. Трансформации вильнюсского предания о василиске. Baltai ir slavai: dvasinių kultūrų sankirtos = Балты и славяне: пересечения духовных культур: straipsnių rinkinys. Skiriama akademikui Vladimirui Toporovui atminti. Sud. ir red. T. Civjan, M. Zavjalova, A. Judžentis / Сост. и ред. Т. В. Цивьян, М. В. Завьялова, А. Юджентис. Vilnius: Versmė: 2014. ISBN 978-9955-589-99-0. С. 413—427.
- Павел Лавринец. Вильнюсские легенды о василиске: от res gestae к мифу. Семиотика города. Материалы Третьих Лотмановских дней в Таллиннском университете (3-5 июня 2011 г.). Редактор-составитель И. А. Пильщиков. Таллинн: Издательство ТЛУ (Acta Universitatis Tallinnensis. Humaniora). ISSN 2228-026X. ISBN 978-9985-58-779-9. С. 138—159.
- Pavel Lavrinets. Эмигрантский текст в переписке «возвращенцев» (А. П. Дехтерев, А. П. Ладинский, Н. Я. Рощин). Toronto Slavic Quarterly. Academic Electronic Journal in Slavic Studies. No 34. Fall 2010.
- Павел Лавринец. «Русская Вильна» бахтинской поры. Поэтика хронотопа: языковые механизмы и когнитивные основания. Материалы международной научной конференции. Под ред. Г. И. Берестнева. Вильнюс: Изд-во Института литовского языка, 2010. ISBN 978-609-411-060-3. С. 9-23.
- Pavel Lavrinec. Žydų bendruomenė, lietuvių kultūra ir rusų spauda. Abipusis pažinimas: lietuvių ir žydų kultūriniai saitai, sudarė doc. dr. Jurgita Šiaučiūnaitė-Verbickienė, recenzentai dr. Dangiras Mačiulis, dr. Gediminas Rudis. Vilnius: Vilniaus universiteto leidykla, 2010 (Lietuvos istorijos studijos, t. 8). ISSN 1822-4016. ISBN 978-9955-33-647-1. P. 201—227.

### Интервью
- Кафедру русской филологии ВУ возглавит Павел Лавринец
- Павел Лавринец: «В семидесятых мы мели вильнюсские улицы клешами»